# Секово
Секово (пол. Siekowo) — село в Польщі, у гміні Пшемент Вольштинського повіту Великопольського воєводства.
Населення — 485 осіб (2011).
У 1975-1998 роках село належало до Лешненського воєводства.

## Демографія
Демографічна структура станом на 31 березня 2011 року:
|          | Загалом | Допрацездатний вік | Працездатний вік | Постпрацездатний вік |
| -------- | ------- | ------------------ | ---------------- | -------------------- |
| Чоловіки | 255     | 66                 | 172              | 17                   |
| Жінки    | 230     | 47                 | 144              | 39                   |
| Разом    | 485     | 113                | 316              | 56                   |